# N-esfera
En matemàtiques, una n-esfera o hiperesfera és una generalització n-dimensional del cercle 1-dimensional i de l'esfera 2-dimensional a qualsevol nombre n enter no negatiu.
El cercle es considera unidimensional i l'esfera bidimensional, perquè les superfícies en si són unidimensionals i bidimensionals, respectivament, no perquè existeixin com a formes a l'espai unidimensional i bidimensional. Com a tal, la n-esfera es la configuració per a la geometria esfèrica n-dimensional.

⁠

Esquelet d'una 2-esfera com a projecció ortogonal
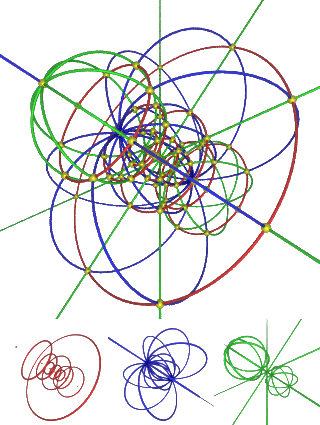
De la mateixa manera que una projecció estereogràfica pot projectar la superfície d'una esfera a un pla, també pot projectar una 3-esfera en 3-espai. Aquesta imatge mostra tres direccions de coordenades projectades a 3 espais: paral·lels (vermell), meridians (blau) i hipermeridians (verd). A causa de la propietat conforme de la projecció estereogràfica, les corbes es tallen ortogonalment (en els punts grocs) com en 4D. Totes les corbes són cercles: les corbes que es tallen (0,0,0,1) tenen un radi infinit (= línia recta)

Considerada extrínsecament, com una hipersuperfície incrustada en un espai euclidià de (n+1)-dimensions, una n-esfera és el lloc geomètric dels punts que es troben a la mateixa distància (el radi) d'un punt central (el centre) donat. El seu interior, format per tots els punts més propers al centre que al radi, és una bola de (n+1)-dimensions. En particular:
- La 0-esfera és el parell de punts als extrems d'un segment lineal (1-bola).
- La 1-esfera és un cercle, la circumferència d'un disc (2-bola) en el pla bidimensional.
- La 2-esfera, sovint anomenada simplement esfera, és el límit d'una 3-bola en l'espai tridimensional.
- La 3-esfera és el límit d'una 4-bola en un espai de quatre dimensions.

Donat un sistema de coordenades cartesianes, la n-esfera unitat de radi 1 es pot definir com:
{\displaystyle S^{n}=\left\{x\in \mathbb {R} ^{n+1}:\left\|x\right\|=1\right\},}
i una n-esfera de radi r es pot definir com 
{\displaystyle S^{n}(r)=\left\{x\in \mathbb {R} ^{n+1}:\left\|x\right\|=r\right\}.}
Considerat intrínsecament, quan n≥1, la n-esfera és una varietat de Riemann de curvatura constant positiva i és orientable. La geodèsica de la n-esfera s'anomenen cercles màxims.
La projecció estereogràfica mapeja la n-esfera sobre n-espai amb un únic punt adjunt a l'infinit; sota la mètrica així definida, {\displaystyle \mathbb {R} ^{n}\cup \{\infty \}} és un model per a la n-esfera.
En el context més general de la topologia, qualsevol espai topològic que sigui homeomòrfic a la unitat n-esfera s'anomena una n-esfera. Sota projecció estereogràfica inversa, la n-esfera és la compactació d'un punt de n-espai. Les n-esferes admeten diverses altres descripcions topològiques: per exemple, es poden construir enganxant dos n-espais dimensionals junts, identificant el límit d'un n-cub amb un punt, o (inductivament) formant la suspensió d'una (n − 1)-esfera. Quan n ≥ 2 està simplement connectat; la 1-esfera (cercle) no està simplement connectada; la 0-esfera ni tan sols està connectada, que consta de dos punts discrets.
Per a n ≥ 2, les n-esferes que són varietats diferenciables es poden caracteritzar (llevat d'un difeomorfisme) com les varietats n-dimensionals simplement connectades de curvatura positiva constant. Les n-esferes admeten diverses altres descripcions topològiques: per exemple, es poden construir enganxant dos espais euclidians n-dimensionals, identificant el límit d'un n-cub amb un punt o (inductivament) formant la suspensió d'una (n − 1)-esfera. La 1-esfera és la 1-varietat que és un cercle, que no està simplement connectat. La 0-esfera és la 0-varietat, que ni tan sols està connectada, que consta de dos punts.

## Descripció
Per a qualsevol nombre natural n, una n-esfera de radi r es defineix com el conjunt de punts de l'espai euclidià (n + 1)-dimensional que es troben a la distància r d'algun punt fix c, on r pot ser qualsevol nombre real positiu i on c pot ser qualsevol punt de l'espai (n + 1)-dimensional. En particular:
- una 0-esfera és un parell de punts {c − r, c + r}, i és el límit d'un segment lineal (1-bola).
- una 1-esfera és un cercle de radi r centrat en c i és el límit d'un disc (2-bola).
- una 2-esfera és una esfera ordinària de 2 dimensions en un espai euclidià de 3 dimensions, i és el límit d'una bola ordinària (3-bola).
- una 3-esfera és una esfera de 3 dimensions en un espai euclidià de 4 dimensions.

### Coordenades euclidianes al(n+1)-espai
El conjunt de punts del (n+1)-espai, (x1, x2, ..., xn+1), que defineixen una n-esfera, {\displaystyle S^{n}(r)}, es representa per l'equació:
{\displaystyle r^{2}=\sum _{i=1}^{n+1}(x_{i}-c_{i})^{2},}
on c = (c1, c2, ..., cn+1) és un punt central i r és el radi.
La n-esfera anterior existeix a l'espai euclidià de (n + 1)-dimensions i és un exemple d'una n-varietat. La forma de volum ω d'una n-esfera de radi r ve donada per
{\displaystyle \omega ={\frac {1}{r}}\sum _{j=1}^{n+1}(-1)^{j-1}x_{j}\,dx_{1}\wedge \cdots \wedge dx_{j-1}\wedge dx_{j+1}\wedge \cdots \wedge dx_{n+1}=*dr}
on ∗ és l'operador estrella de Hodge; vegeu Flanders (1989, §6.1) per a una discussió i demostració d'aquesta fórmula en el cas r = 1. Com a resultat,
{\displaystyle dr\wedge \omega =dx_{1}\wedge \cdots \wedge dx_{n+1}.}

### n-bola
L'espai tancat per una n-esfera s'anomena (n + 1)-bola. Una (n + 1)-bola està tancada si inclou la n-esfera, i està oberta si no inclou la n-esfera.
Concretament:
- Una 1-bola, un segment de línia, és l'interior d'una 0-esfera.
- Una 2-bola, un disc, és l'interior d'un cercle (1-esfera).
- Una 3-bola, una bola ordinària, és l'interior d'una esfera (2-esfera).
- Una 4-bola és l'interior d'una 3-esfera, etc.

### Descripció topològica
Topològicament, una n-esfera es pot construir com una compactació d'un punt de l'espai euclidià n-dimensional. Breument, la n-esfera es pot descriure com Sn = ℝn ∪ {∞}, que és un espai euclidià n-dimensional més un únic punt que representa l'infinit en totes les direccions.
En particular, si s'elimina un únic punt d'una n-esfera, esdevé homeomorf a ℝn. Això constitueix la base per a la projecció estereogràfica.

## Volum i superfície

Gràfiques de volum (V) i àrees superficials (S) de n-boles de radi 1. A, passeu el cursor per sobre d'un punt per destacar-lo i el seu valor

Vn(R) i Sn(R) són el volum n-dimensional de la n-bola i l'àrea superficial de la n-esfera incrustada a la (n + 1)-dimensió, respectivament, de radi R.
Les constants Vn i Sn (per a R = 1, la bola i l'esfera unitat) estan relacionades per les recurrències:
{\displaystyle {\begin{aligned}V_{0}&=1&V_{n+1}&={\frac {S_{n}}{n+1}}\\[6pt]S_{0}&=2&S_{n+1}&=2\pi V_{n}\end{aligned}}}
Les superfícies i els volums també es poden donar en forma tancada:
{\displaystyle {\begin{aligned}S_{n-1}(R)&={\frac {2\,\pi ^{\frac {n}{2}}}{\Gamma \left({\frac {n}{2}}\right)}}R^{n-1}\\[6pt]V_{n}(R)&={\frac {\pi ^{\frac {n}{2}}}{\Gamma \left({\frac {n}{2}}+1\right)}}R^{n}\end{aligned}}}
on Γ és la funció gamma. En aquesta secció es donen les derivacions d'aquestes equacions.
En general, el volum de la n-bola a l'espai euclidià n-dimensional i l'àrea de la superfície de la n-esfera a l'espai euclidià (n + 1)-dimensional, de radi R, són proporcionals a l'enèsima potència del radi, R (amb diferents constants de proporcionalitat que varien amb n). Escrivim Vn(R) = VnRn per al volum de la n-bola i Sn(R) = SnRn per a la superfície de la n-esfera, ambdues de radi R, on Vn = Vn(1) i Sn = Sn(1) són els valors per al cas de radi unitat.
El volum de la n-bola unitat és màxim a la dimensió cinc, on comença a disminuir, i tendeix a zero quan n tendeix a l'infinit. A més, la suma dels volums de n-boles de dimensions parells de radi R es pot expressar en forma tancada:
{\displaystyle \sum _{n=0}^{\infty }V_{2n}(R)=e^{\pi R^{2}}.}
Per analogia, les de dimensions senars,
{\displaystyle \sum _{n=0}^{\infty }V_{2n+1}(R)=e^{\pi R^{2}}\operatorname {erf} ({\sqrt {\pi }}R),}
on erf és la funció d'error.

### Exemples
La 0-bola consta d'un sol punt. La mesura de Hausdorff de 0-dimensions és el nombre de punts d'un conjunt. Així, 
{\displaystyle V_{0}=1.}
La 0-esfera consta dels seus dos extrems, {−1,1}. Així,
{\displaystyle S_{0}=2.}
La 1-bola unitat és l'interval [−1,1] de longitud 2. Per tant,
{\displaystyle V_{1}=2.}
La 1-esfera unitat és el cercle unitari en el pla euclidià, i aquest té una circumferència (mesura unidimensional)
{\displaystyle S_{1}=2\pi .}
La regió tancada per la 1-esfera unitat és la 2-bola, o disc unitat, i aquesta té àrea (mesura bidimensional)
{\displaystyle V_{2}=\pi .}
De manera anàloga, a l'espai euclidià tridimensional, l'àrea superficial (mesura bidimensional) de la 2-esfera unitat ve donada per
{\displaystyle S_{2}=4\pi .}
i el volum inclòs és el volum (mesura tridimensional) de la 3-bola unitat, donat per
{\displaystyle V_{3}={\tfrac {4}{3}}\pi .}

### Recurrències
L'àrea superficial, o pròpiament el volum n-dimensional, de la n-esfera al límit de la (n + 1)-bola de radi R està relacionada amb el volum de la bola per l'equació diferencial
{\displaystyle S_{n}R^{n}={\frac {dV_{n+1}R^{n+1}}{dR}}={(n+1)V_{n+1}R^{n}},}
o, de manera equivalent, representar la n-bola unitat com una unió de (n - 1)-corones esfèriques,
{\displaystyle V_{n+1}=\int _{0}^{1}S_{n}r^{n}\,dr.}
Llavors, 
{\displaystyle V_{n+1}={\frac {S_{n}}{n+1}}.}
També podem representar la (n + 2)-esfera unitat com una unió de productes d'un cercle (1-esfera) amb una n-esfera. Sigui r = cos θ i r2 + R2 = 1, de manera que R = sin θ i dR = cos θ dθ. Llavors,
{\displaystyle {\begin{aligned}S_{n+2}&=\int _{0}^{\frac {\pi }{2}}S_{1}r\cdot S_{n}R^{n}\,d\theta \\[6pt]&=\int _{0}^{\frac {\pi }{2}}S_{1}\cdot S_{n}R^{n}\cos \theta \,d\theta \\[6pt]&=\int _{0}^{1}S_{1}\cdot S_{n}R^{n}\,dR\\[6pt]&=S_{1}\int _{0}^{1}S_{n}R^{n}\,dR\\[6pt]&=2\pi V_{n+1}.\end{aligned}}}
A partir de S1 = 2π V0, l'equació
{\displaystyle S_{n+1}=2\pi V_{n}}
val per a tots n.
Això completa la derivació de les recurrències:
{\displaystyle {\begin{aligned}V_{0}&=1&V_{n+1}&={\frac {S_{n}}{n+1}}\\[6pt]S_{0}&=2&S_{n+1}&=2\pi V_{n}\end{aligned}}}

### Formes tancades
Combinant les recurrències, veiem que
{\displaystyle V_{n+2}=2\pi {\frac {V_{n}}{n+2}}.}
Per tant, és senzill demostrar per inducció a k que,
{\displaystyle {\begin{aligned}V_{2k}&={\frac {\left(2\pi \right)^{k}}{(2k)!!}}={\frac {\pi ^{k}}{k!}}\\[6pt]V_{2k+1}&={\frac {2\left(2\pi \right)^{k}}{(2k+1)!!}}={\frac {2k!\left(4\pi \right)^{k}}{(2k+1)!}}\end{aligned}}}
on !! denota el doble factorial, definit per a nombres naturals senars 2k + 1 per (2k + 1)!! = 1 × 3 × 5 × ... × (2k − 1) × (2k + 1) i de la mateixa manera per als nombres parells (2k)!! = 2 × 4 × 6 × ... × (2k − 2) × (2k).
En general, el volum, en l'espai euclidià n-dimensional, de la n-bola unitat, ve donat per
{\displaystyle V_{n}={\frac {\pi ^{\frac {n}{2}}}{\Gamma \left({\frac {n}{2}}+1\right)}}={\frac {\pi ^{\frac {n}{2}}}{\left({\frac {n}{2}}\right)!}}}
on Γ és la funció gamma, que compleix {\displaystyle \Gamma \left({\tfrac {1}{2}}\right)={\sqrt {\pi }}}, Γ(1) = 1, i Γ(x + 1) = xΓ(x), i així Γ(x + 1) = x!, i on definim a la inversa x! = Γ(x + 1) per a tot x.
Multiplicant Vn per Rn, diferenciant respecte a R, i després fixant R = 1, obtenim la forma tancada
{\displaystyle S_{n-1}={\frac {n\pi ^{\frac {n}{2}}}{\Gamma \left({\frac {n}{2}}+1\right)}}={\frac {2\pi ^{\frac {n}{2}}}{\Gamma \left({\frac {n}{2}}\right)}}.}
per al volum (n − 1)-dimensional de l'esfera Sn−1.

### Altres relacions
Les recurrències es poden combinar per donar una relació de recurrència de «direcció inversa» per a la superfície, tal com es mostra al diagrama inferior:
{\displaystyle S_{n-1}={\frac {n}{2\pi }}S_{n+1}}
El desplaçament de l'índex n a n - 2 dóna llavors les relacions de recurrència:
{\displaystyle {\begin{aligned}V_{n}&={\frac {2\pi }{n}}V_{n-2}\\[6pt]S_{n-1}&={\frac {2\pi }{n-2}}S_{n-3}\end{aligned}}}
on S0 = 2, V1 = 2, S1 = 2π i V2 = π .

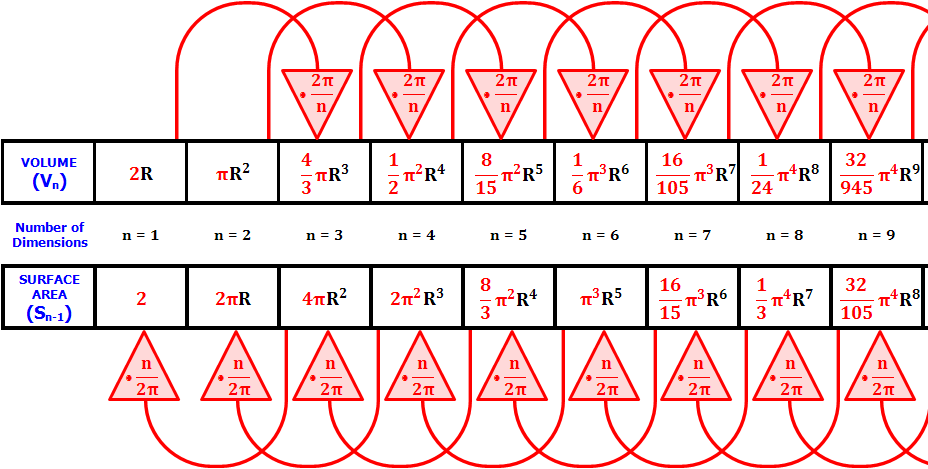
n es refereix a la dimensió de l'espai euclidià ambiental, que també és la dimensió intrínseca del sòlid el volum del qual s'indica aquí, però que és 1 més que la dimensió intrínseca de l'esfera la superfície de la qual apareix aquí. Les fletxes vermelles corbes mostren la relació entre fórmules per a diferents n. El coeficient de la fórmula a la punta de cada fletxa és igual al coeficient de la fórmula a la cua d'aquesta fletxa multiplicat pel factor de la punta de la fletxa (on la n de la punta de la fletxa fa referència al valor n al qual apunta la fletxa). Si la direcció de les fletxes inferiors s'invertís, les seves puntes de fletxa dirien que es multipliquen per 2πn − 2. Dit alternativament, l'àrea superficial Sn+1 de l'esfera en n + 2 dimensions és exactament 2πR vegades el volum Vn tancat per l'esfera en n dimensions

La relació de recurrència per a Vn també es pot demostrar mitjançant la integració amb coordenades polars 2-dimensionals:
{\displaystyle {\begin{aligned}V_{n}&=\int _{0}^{1}\int _{0}^{2\pi }V_{n-2}\left({\sqrt {1-r^{2}}}\right)^{n-2}\,r\,d\theta \,dr\\[6pt]&=\int _{0}^{1}\int _{0}^{2\pi }V_{n-2}\left(1-r^{2}\right)^{{\frac {n}{2}}-1}\,r\,d\theta \,dr\\[6pt]&=2\pi V_{n-2}\int _{0}^{1}\left(1-r^{2}\right)^{{\frac {n}{2}}-1}\,r\,dr\\[6pt]&=2\pi V_{n-2}\left[-{\frac {1}{n}}\left(1-r^{2}\right)^{\frac {n}{2}}\right]_{r=0}^{r=1}\\[6pt]&=2\pi V_{n-2}{\frac {1}{n}}={\frac {2\pi }{n}}V_{n-2}.\end{aligned}}}

## Coordenades esfèriques
Podem definir un sistema de coordenades en un espai euclidià n-dimensional que és anàleg al sistema de coordenades esfèriques definit per a l'espai euclidià tridimensional, en el qual les coordenades consisteixen en una coordenada radial r, i n - 1 coordenades angulars φ1, φ2, ... φn−1, on els angles φ1, φ2, ... φn−2 oscil·len per sobre de [0,π] radians (o per sobre de [0,180] graus) i φn−1 per sobre de [0,2π) radians (o més de [0,360) graus). Si xi són les coordenades cartesianes, llavors podem calcular x1, ... xn a partir de r, φ1, ... φn−1 amb:
{\displaystyle {\begin{aligned}x_{1}&=r\cos(\varphi _{1})\\x_{2}&=r\sin(\varphi _{1})\cos(\varphi _{2})\\x_{3}&=r\sin(\varphi _{1})\sin(\varphi _{2})\cos(\varphi _{3})\\&\,\,\,\vdots \\x_{n-1}&=r\sin(\varphi _{1})\cdots \sin(\varphi _{n-2})\cos(\varphi _{n-1})\\x_{n}&=r\sin(\varphi _{1})\cdots \sin(\varphi _{n-2})\sin(\varphi _{n-1}).\end{aligned}}}
Excepte en els casos especials descrits a continuació, la transformació inversa és única:
{\displaystyle {\begin{aligned}r&={\sqrt {{x_{n}}^{2}+{x_{n-1}}^{2}+\cdots +{x_{2}}^{2}+{x_{1}}^{2}}}\\[6pt]\varphi _{1}&=\operatorname {arccot} {\frac {x_{1}}{\sqrt {{x_{n}}^{2}+{x_{n-1}}^{2}+\cdots +{x_{2}}^{2}}}}&&=\arccos {\frac {x_{1}}{\sqrt {{x_{n}}^{2}+{x_{n-1}}^{2}+\cdots +{x_{1}}^{2}}}}\\[6pt]\varphi _{2}&=\operatorname {arccot} {\frac {x_{2}}{\sqrt {{x_{n}}^{2}+{x_{n-1}}^{2}+\cdots +{x_{3}}^{2}}}}&&=\arccos {\frac {x_{2}}{\sqrt {{x_{n}}^{2}+{x_{n-1}}^{2}+\cdots +{x_{2}}^{2}}}}\\[6pt]&\,\,\,\vdots &&\,\,\,\vdots \\[6pt]\varphi _{n-2}&=\operatorname {arccot} {\frac {x_{n-2}}{\sqrt {{x_{n}}^{2}+{x_{n-1}}^{2}}}}&&=\arccos {\frac {x_{n-2}}{\sqrt {{x_{n}}^{2}+{x_{n-1}}^{2}+{x_{n-2}}^{2}}}}\\[6pt]\varphi _{n-1}&=2\operatorname {arccot} {\frac {x_{n-1}+{\sqrt {x_{n}^{2}+x_{n-1}^{2}}}}{x_{n}}}&&={\begin{cases}\arccos {\frac {x_{n-1}}{\sqrt {{x_{n}}^{2}+{x_{n-1}}^{2}}}}&x_{n}\geq 0,\\[6pt]2\pi -\arccos {\frac {x_{n-1}}{\sqrt {{x_{n}}^{2}+{x_{n-1}}^{2}}}}&x_{n}<0.\end{cases}}\end{aligned}}}
on si xk ≠ 0 per a alguns k però tots xk+1, ... xn són zero, aleshores φk = 0 quan xk > 0, i φk = π (180 graus) quan xk < 0.
Hi ha alguns casos especials en què la transformada inversa no és única; φk per a qualsevol k serà ambigu sempre que tots xk, xk+1, ... xn siguin zero; en aquest cas es pot triar que φk sigui zero.

### Elements de volum i àrea esfèrics
Per expressar l'element de volum de l'espai euclidià n-dimensional en termes de coordenades esfèriques, primer s'ha d'observar que la matriu jacobiana de la transformació és:
{\displaystyle J_{n}={\begin{pmatrix}\cos(\varphi _{1})&-r\sin(\varphi _{1})&0&0&\cdots &0\\\sin(\varphi _{1})\cos(\varphi _{2})&r\cos(\varphi _{1})\cos(\varphi _{2})&-r\sin(\varphi _{1})\sin(\varphi _{2})&0&\cdots &0\\\vdots &\vdots &\vdots &&\ddots &\vdots \\&&&&&0\\\sin(\varphi _{1})\cdots \sin(\varphi _{n-2})\cos(\varphi _{n-1})&\cdots &\cdots &&&-r\sin(\varphi _{1})\cdots \sin(\varphi _{n-2})\sin(\varphi _{n-1})\\\sin(\varphi _{1})\cdots \sin(\varphi _{n-2})\sin(\varphi _{n-1})&r\cos(\varphi _{1})\cdots \sin(\varphi _{n-1})&\cdots &&&r\sin(\varphi _{1})\cdots \sin(\varphi _{n-2})\cos(\varphi _{n-1})\end{pmatrix}}.}
El determinant d'aquesta matriu es pot calcular per inducció. Quan n = 2, un càlcul senzill mostra que el determinant és r. Per a n més gran, s'ha d'observar que Jn es pot construir a partir de Jn − 1 de la següent manera. Excepte a la columna n, les files n − 1 i n de Jn són iguals que la fila n − 1 de Jn − 1, però multiplicades per un factor addicional de cos φn − 1 a la fila n − 1 i un factor addicional de sin φn − 1 a la fila n. A la columna n, les files n − 1 i n de Jn són iguals que la columna n − 1 de la fila n − 1 de Jn − 1, però multiplicades per factors addicionals de sin φn − 1 a la fila n − 1 i cos φn − 1 a la fila n, respectivament. El determinant de Jn es pot calcular mitjançant l'expansió de Laplace a la columna final. Per la descripció recursiva de Jn, la submatriu formada eliminant l'entrada a (n − 1, n) i la seva fila i columna gairebé és igual a Jn − 1, excepte que la seva darrera fila es multiplica per sin φn − 1. De la mateixa manera, la submatriu format suprimint l'entrada a (n, n) i la seva fila i columna són gairebé iguals a Jn - 1, excepte que la seva última fila es multiplica per cos φn − 1. Per tant, el determinant de Jn és
{\displaystyle {\begin{aligned}|J_{n}|&=(-1)^{(n-1)+n}(-r\sin(\varphi _{1})\dotsm \sin(\varphi _{n-2})\sin(\varphi _{n-1}))(\sin(\varphi _{n-1})|J_{n-1}|)\\&\qquad {}+(-1)^{n+n}(r\sin(\varphi _{1})\dotsm \sin(\varphi _{n-2})\cos(\varphi _{n-1}))(\cos(\varphi _{n-1})|J_{n-1}|)\\&=(r\sin(\varphi _{1})\dotsm \sin(\varphi _{n-2})|J_{n-1}|(\sin ^{2}(\varphi _{n-1})+\cos ^{2}(\varphi _{n-1}))\\&=(r\sin(\varphi _{1})\dotsm \sin(\varphi _{n-2}))|J_{n-1}|.\end{aligned}}}
Aleshores, la inducció dóna una expressió de forma tancada per a l'element de volum en coordenades esfèriques
{\displaystyle {\begin{aligned}d^{n}V&=\left|\det {\frac {\partial (x_{i})}{\partial \left(r,\varphi _{j}\right)}}\right|dr\,d\varphi _{1}\,d\varphi _{2}\cdots d\varphi _{n-1}\\&=r^{n-1}\sin ^{n-2}(\varphi _{1})\sin ^{n-3}(\varphi _{2})\cdots \sin(\varphi _{n-2})\,dr\,d\varphi _{1}\,d\varphi _{2}\cdots d\varphi _{n-1}.\end{aligned}}}
La fórmula del volum de la n-bola es pot derivar d'això per integració.
De la mateixa manera, l'element de superfície de la (n - 1)-esfera de radi R, que generalitza l'element d'àrea de la 2-esfera, ve donat per
{\displaystyle d_{S^{n-1}}V=R^{n-1}\sin ^{n-2}(\varphi _{1})\sin ^{n-3}(\varphi _{2})\cdots \sin(\varphi _{n-2})\,d\varphi _{1}\,d\varphi _{2}\cdots d\varphi _{n-1}.}
L'elecció natural d'una base ortogonal sobre les coordenades angulars és un producte de polinomis ultraesfèrics,
{\displaystyle {\begin{aligned}&{}\quad \int _{0}^{\pi }\sin ^{n-j-1}\left(\varphi _{j}\right)C_{s}^{\left({\frac {n-j-1}{2}}\right)}\cos \left(\varphi _{j}\right)C_{s'}^{\left({\frac {n-j-1}{2}}\right)}\cos \left(\varphi _{j}\right)\,d\varphi _{j}\\[6pt]&={\frac {2^{3-n+j}\pi \Gamma (s+n-j-1)}{s!(2s+n-j-1)\Gamma ^{2}\left({\frac {n-j-1}{2}}\right)}}\delta _{s,s'}\end{aligned}}}
per a j = 1, 2,... n − 2, i eisφj per a l'angle j = n − 1 d'acord amb els harmònics esfèrics.

### Coordenades poliesfèriques
El sistema de coordenades esfèriques estàndard sorgeix d'escriure ℝn com el producte ℝ × ℝn − 1. Aquests dos factors poden estar relacionats mitjançant coordenades polars. Per a cada punt x de ℝn, les coordenades cartesianes estàndard
{\displaystyle \mathbf {x} =(x_{1},\dots ,x_{n})=(y_{1},z_{1},\dots ,z_{n-1})=(y_{1},\mathbf {z} )}
es poden transformar en un sistema mixt de coordenades polar-cartesianes:
{\displaystyle \mathbf {x} =(r\sin \theta ,(r\cos \theta ){\hat {\mathbf {z} }}).}
Això diu que els punts en ℝn es poden expressar agafant el raig que comença a l'origen i passa per {\displaystyle {\hat {\mathbf {z} }}=\mathbf {z} /\lVert \mathbf {z} \rVert \in S^{n-2}}, girant-lo cap a {\displaystyle (1,0,\dots ,0)} per {\displaystyle \theta =\arcsin y_{1}/r}, i recorrent una distància {\displaystyle r=\lVert \mathbf {x} \rVert }  al llarg del raig. La repetició d'aquesta descomposició condueix finalment al sistema de coordenades esfèriques estàndard.
Els sistemes de coordenades polisfèriques sorgeixen d'una generalització d'aquesta construcció. L'espai ℝn es divideix com el producte de dos espais euclidians de dimensió més petita, però cap dels dos espais és necessari per ser una línia. Concretament, suposem que p i q són nombres enters positius tals que n = p + q. Aleshores ℝn = ℝp × ℝq. Utilitzant aquesta descomposició, un punt x ∈ ℝn es pot escriure com
{\displaystyle \mathbf {x} =(x_{1},\dots ,x_{n})=(y_{1},\dots ,y_{p},z_{1},\dots ,z_{q})=(\mathbf {y} ,\mathbf {z} ).}
Això es pot transformar en un sistema mixt de coordenades polar-cartesianes escrivint:
{\displaystyle \mathbf {x} =((r\sin \theta ){\hat {\mathbf {y} }},(r\cos \theta ){\hat {\mathbf {z} }}).}
Aquí {\displaystyle {\hat {\mathbf {y} }}} i {\displaystyle {\hat {\mathbf {z} }}} són els vectors unitaris associats a y i z. Això expressa x en termes de {\displaystyle {\hat {\mathbf {y} }}\in S^{p-1}}i {\displaystyle {\hat {\mathbf {z} }}\in S^{q-1}}, r ≥ 0 i un angle θ. Es pot demostrar que el domini de θ és [0, 2π) si p = q = 1, [0, π] si exactament un de p i q és 1, i [0, π/2] si ni p ni q són 1. La transformació inversa és
{\displaystyle {\begin{aligned}r&=\lVert \mathbf {x} \rVert ,\\\theta &=\arcsin(\lVert \mathbf {y} \rVert /\lVert \mathbf {x} \rVert )\\&=\arccos(\lVert \mathbf {z} \rVert /\lVert \mathbf {x} \rVert )\\&=\arctan(\lVert \mathbf {y} \rVert /\lVert \mathbf {z} \rVert ).\end{aligned}}}
Aquestes divisions es poden repetir sempre que un dels factors implicats tingui una dimensió de dos o més. Un sistema de coordenades poliesfèriques és el resultat de repetir aquestes divisions fins que no queden coordenades cartesianes. Les divisions posteriors a la primera no requereixen una coordenada radial perquè els dominis de {\displaystyle {\hat {\mathbf {y} }}} i {\displaystyle {\hat {\mathbf {z} }}} són esferes, de manera que les coordenades d'un sistema de coordenades poliesfèriques són un radi no negatiu i n − 1 angles. Els possibles sistemes de coordenades poliesfèriques corresponen a arbres binaris amb n fulles. Cada node no-fulla de l'arbre correspon a una divisió i determina una coordenada angular. Per exemple, l'arrel de l'arbre representa ℝn, i els seus fills immediats representen la primera divisió en ℝp i ℝq. Els nodes de fulla corresponen a coordenades cartesianes per a Sn − 1. Les fórmules per convertir de coordenades poliesfèriques a coordenades cartesianes es poden determinar trobant els camins des de l'arrel fins als nodes de la fulla. Aquestes fórmules són productes amb un factor per a cada branca presa pel camí. Per a un node la coordenada angular corresponent del qual és θi, prenent la branca esquerra introdueix un factor de sin θi i prenent la branca dreta introdueix un factor de cos θi. La transformació inversa, de coordenades poliesfèriques a coordenades cartesianes, es determina agrupant nodes. Cada parell de nodes que tingui un pare comú es pot convertir d'un sistema de coordenades polar-cartesià mixt a un sistema de coordenades cartesianes utilitzant les fórmules anteriors per a una divisió.
Les coordenades polisfèriques també tenen una interpretació en termes del grup ortogonal especial. Una escissió ℝn = ℝp × ℝq determina un subgrup
{\displaystyle \operatorname {SO} _{p}(\mathbb {R} )\times \operatorname {SO} _{q}(\mathbb {R} )\subseteq \operatorname {SO} _{n}(\mathbb {R} ).}
Aquest és el subgrup que surt de cadascun dels dos factors {\displaystyle S^{p-1}\times S^{q-1}\subseteq S^{n-1}} fixat. Escollir un conjunt de representants de classes per al quocient és el mateix que triar angles representatius per a aquest pas de la descomposició de coordenades poliesfèriques.
En coordenades poliesfèriques, la mesura del volum a ℝn i la mesura de l'àrea a Sn − 1 són productes. Hi ha un factor per a cada angle, i la mesura del volum a ℝn també té un factor per a la coordenada radial. La mesura d'àrea té la forma:
{\displaystyle dA_{n-1}=\prod _{i=1}^{n-1}F_{i}(\theta _{i})\,d\theta _{i},}
on els factors Fi estan determinats per l'arbre. De la mateixa manera, la mesura del volum és
{\displaystyle dV_{n}=r^{n-1}\,dr\,\prod _{i=1}^{n-1}F_{i}(\theta _{i})\,d\theta _{i}.}
Suposem que tenim un node de l'arbre que correspon a la descomposició ℝn1 + n2 = ℝn1 × ℝn2 i que té la coordenada angular θ. El factor F corresponent depèn dels valors de n1 i n2. Quan la mesura de l'àrea es normalitza de manera que l'àrea de l'esfera sigui 1, aquests factors són els següents. Si n1 = n2 = 1, llavors
{\displaystyle F(\theta )={\frac {d\theta }{2\pi }}.}
Si n1 > 1 i n2 = 1, i si B denota la funció beta, doncs
{\displaystyle F(\theta )={\frac {\sin ^{n_{1}-1}\theta }{\mathrm {B} ({\frac {n_{1}}{2}},{\frac {1}{2}})}}\,d\theta .}
Si n1 = 1 i n2 > 1, llavors
{\displaystyle F(\theta )={\frac {\cos ^{n_{2}-1}\theta }{\mathrm {B} ({\frac {1}{2}},{\frac {n_{2}}{2}})}}\,d\theta .}
Finalment, si tant n1 com n2 són més grans que 1, aleshores
{\displaystyle F(\theta )={\frac {(\sin ^{n_{1}-1}\theta )(\cos ^{n_{2}-1}\theta )}{{\frac {1}{2}}\mathrm {B} ({\frac {n_{1}}{2}},{\frac {n_{2}}{2}})}}\,d\theta .}

## Projecció estereogràfica
De la mateixa manera que una esfera bidimensional incrustada en tres dimensions es pot mapejar a un pla bidimensional mitjançant una projecció estereogràfica, una n-esfera es pot mapejar a un hiperpla n-dimensional mitjançant la versió n-dimensional de la projecció estereogràfica. Per exemple, el punt [x,y,z] d'una esfera bidimensional de radi 1 s'assigna al punt [x1 − z,y1 − z] al pla xy. En altres paraules,
{\displaystyle [x,y,z]\mapsto \left[{\frac {x}{1-z}},{\frac {y}{1-z}}\right].}
De la mateixa manera, la projecció estereogràfica d'una n-esfera Sn de radi 1 s'aplicarà a l'hiperpla (n-1)-dimensional ℝn−1 perpendicular a l'eix xn com
{\displaystyle [x_{1},x_{2},\ldots ,x_{n}]\mapsto \left[{\frac {x_{1}}{1-x_{n}}},{\frac {x_{2}}{1-x_{n}}},\ldots ,{\frac {x_{n-1}}{1-x_{n}}}\right].}

## Generadors de punts aleatoris

### Uniformement a l'atzar a la(n-1)-esfera

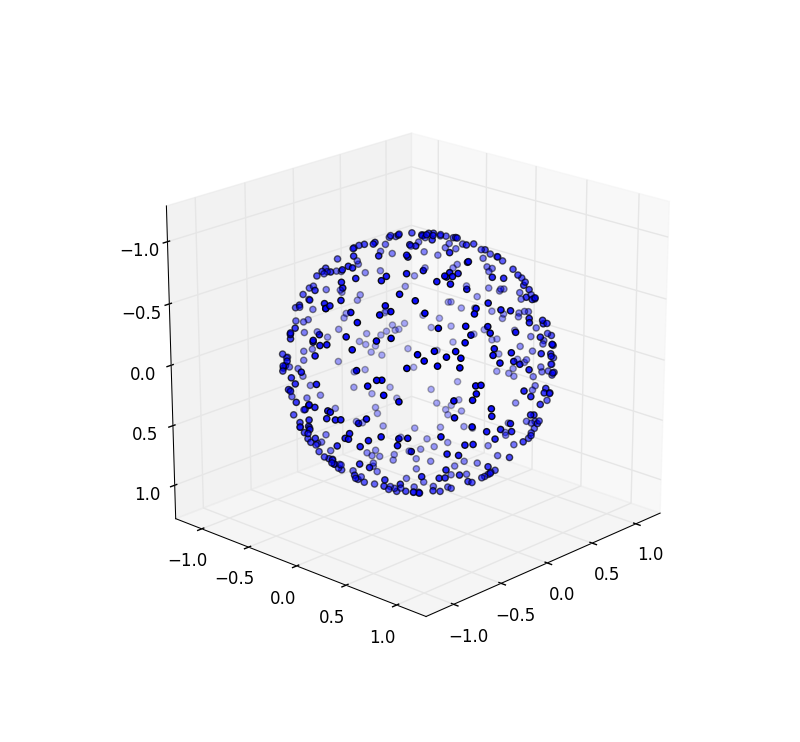
Un conjunt de punts uniformement distribuïts a la superfície d'una 2-esfera unitat generats mitjançant l'algorisme de Marsaglia

Per generar punts aleatoris uniformement distribuïts a la (n - 1)-esfera unitat (és a dir, la superfície de la n-bola unitat), Marsaglia (1972) dóna el següent algorisme:
S'ha de generar un vector n-dimensional de desviacions normals (n'hi ha prou amb utilitzar N(0, 1), encara que de fet l'elecció de la variància és arbitrària), x = (x1, x2,... xn). Desprès s'ha de calcular el «radi» d'aquest punt:
{\displaystyle r={\sqrt {x_{1}^{2}+x_{2}^{2}+\cdots +x_{n}^{2}}}.}
1rx es distribueix uniformement per la superfície de la n-bola unitat.
Una alternativa donada per Marsaglia és seleccionar uniformement aleatòriament un punt x = (x1, x2,... xn) al n-cub unitat mostrant cada xi independentment de la distribució uniforme sobre (–1,1), calculant r com anterior, i rebutjant el punt i tornant a mostrejar si r ≥ 1 (és a dir, si el punt no es troba a la n-bola), i quan s'obté un punt de la bola escalant-lo fins a la superfície esfèrica pel factor 1r; després de nou 1rx es distribueix uniformement per la superfície de la n-bola unitat. Aquest mètode esdevé molt ineficient per a dimensions més altes, ja que una fracció molt petita del cub unitat està continguda a l'esfera. En 10-dimensió, l'esfera omple menys del 2% del cub, de manera que normalment es necessitaran més de 50 intents. En 70-dimensió, menys que 10-24 del cub s'omple, el que significa que normalment es necessitaran un bilió de quadrilions de proves, molt més del que un ordinador podria fer mai.

### Uniformement a l'atzar dins de lan-bola
Amb un punt seleccionat uniformement a l'atzar de la superfície de la (n - 1)-esfera unitat (per exemple, utilitzant l'algorisme de Marsaglia), només cal un radi per obtenir un punt uniformement a l'atzar des de la n-bola unitat. Si u és un nombre generat uniformement a l'atzar a partir de l'interval [0, 1] i x és un punt seleccionat uniformement a l'atzar de la (n-1)-esfera unitat, aleshores u1⁄nx es distribueix uniformement dins de la n-bola unitat.
Alternativament, els punts es poden mostrejar uniformement des de la n-bola unitat mitjançant una reducció de la (n + 1)-esfera unitat. En particular, si (x1,x2,...,xn+2) és un punt seleccionat uniformement de la (n + 1)-esfera unitat, aleshores (x1,x2,...,xn) es distribueix uniformement dins de la n-bola unitat (és a dir, simplement descartant dues coordenades).
Si n és prou gran, la major part del volum de la n-bola estarà contingut a la regió molt propera a la seva superfície, de manera que un punt seleccionat d'aquest volum també estarà a prop de la superfície. Aquest és un dels fenòmens que condueixen a l'anomenada maledicció de la dimensionalitat que sorgeix en algunes aplicacions numèriques i altres.

## Esferes específiques

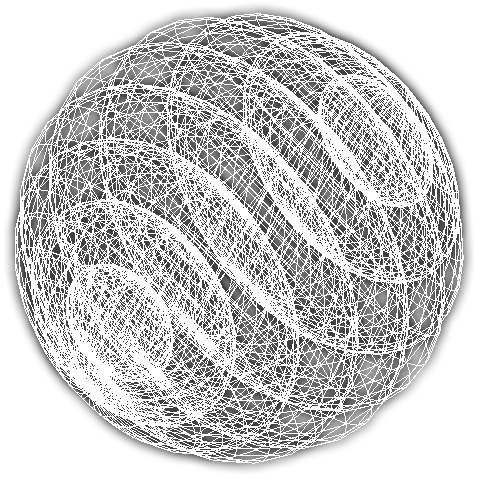
Projecció en 2D d'una projecció en 3D d'una hiperesfera 4D

0-esferaEl parell de punts {±R} amb la topologia discreta per a alguns R > 0. L'única esfera que no està connectada per camí. Paral·lelitzable.
1-esferaComunament anomenat cercle. Té un grup fonamental no trivial. Estructura del grup abelià Lie U(1) (el grup circular). Homeomorf a la línia projectiva real.
2-esferaNormalment s'anomena simplement esfera. Per a la seva complexa estructura, vegeu Esfera de Riemann. Equivalent a la línia projectiva complexa.
3-esferaParal·lelitzable, U(1)-fibrat principal sobre la 2-esfera, estructura de grup de Lie Sp(1).
4-esferaEquivalent a la línia projectiva quaterniònica, HP1. SO(5)/SO(4).
5-esferaU(1)-fibrat principal sobre CP2. SO(6)/SO(5) = SU(3)/SU(2). És indecidible si una varietat n-dimensional donada és homeomòrfica a Sn per a n ≥ 5.
6-esferaPosseeix una estructura gairebé complexa procedent del conjunt d'octonions unitats pures. SO(7)/SO(6) = G2/SU(3). La qüestió de si té una estructura complexa es coneix com el problema de Hopf, en honor a Heinz Hopf.
7-esferaEstructura de quasigrup topològic com el conjunt d'octonions unitats. Sp(1)-fibrat principal sobre S4. Paral·lelitzable. SO(8)/SO(7) = SU(4)/SU(3) = Sp(2)/Sp(1) = Spin(7)/G2 = Spin(6)/SU(3). La 7-esfera té un interès particular, ja que va ser en aquesta dimensió on es van descobrir les primeres esferes exòtiques.
8-esferaEquivalent a la línia projectiva octoniònica OP1.
23-esferaÉs possible un empaquetament d'esferes altament dens a l'espai de 24-dimensions, que està relacionat amb les qualitats úniques de la xarxa de Leech.

## Esfera octaèdrica
La n-esfera octaèdrica es defineix de manera similar a la n-esfera, però utilitzant la norma {\displaystyle \ell _{1}}
{\displaystyle S^{n}=\left\{x\in \mathbb {R} ^{n+1}:\left\|x\right\|_{1}=1\right\}}
En general, pren la forma d'un polítop creuat.
- La 1-esfera octaèdrica és un quadrat (sense el seu interior).
- La 2-esfera octaèdrica és un octaedre regular; d'aquí el nom.
- La n-esfera octaèdrica és la unió topològica de n + 1 parells de punts aïllats.[9] Intuïtivament, la unió topològica de dos parells es genera dibuixant un segment entre cada punt d'un parell i cada punt de l'altre parell; això dóna un quadrat. Per unir-ho amb un tercer parell, es dibuixa un segment entre cada punt del quadrat i cada punt del tercer parell; això dóna un octaedre.